# Вертопрашиха
Вертопрашиха — река в России, протекает по Ленинскому району Еврейской автономной области. Левый приток Амура.

## Этимология
Название происходит от фамилии одного из первых амурских казаков Андрея Вертопрахова, в 1860-х годах отправленного в ссылку на Дальний Восток охранять мост через реку — в честь него река получила название Вертопрашиха.

## Физико-географическая характеристика
Длина реки 42 км, площадь водосборного бассейна — 281 км². Берёт начало на южном склоне горы Романовка (хребет Большие Чурки) в 9 км к юго-востоку от села Лазарево. В верховьях течёт по горной местности на юго-юго-запад, затем на равнине поворачивает на юго-юго-восток. В устьевой части течёт почти на восток и впадает в залив Вертопрашиха в левобережье Амура. Устье находится в 3,5 км к северо-востоку от села Нижнеленинское.
В бассейне создана сеть мелиорационных каналов (на западе связана с бассейном реки Солонечная, на востоке — с бассейном Семенихи 2-й). Имеет левый приток длиной 13 км.
На берегах расположены сёла Октябрьское, Калинино, посёлок ж.-д. станции Ленинск, в бассейне также находится село Бабстово.
У Калинино реку пересекает автодорога Р455 Бирофельд — Ленинское.
В устьевой части находится охраняемая природная территория регионального значения «Залив Вертопрашиха».

## Данные водного реестра
По данным государственного водного реестра России относится к Амурскому бассейновому округу. Код объекта в государственном водном реестре — 20030600112118100050087.